# General Avia F.22 Pinguino
General Avia F.22 Pinguino – włoski samolot szkolno-treningowy zaprojektowany przez włoskiego konstruktora Stelia Fratiego.

## Historia
F.22 powstał w zakładach General Avia Costruzioni Aeronautiche mieszczących się na lotnisku Orio al Serio w Bergamo. Miała być to lekka, dwumiejscowa maszyna szkolno-treningowa przeznaczona do szkolenia początkowego w aeroklubach. Jej projektant, inżynier Stelio Frati miał już duże doświadczenie w projektowaniu i budowie tego typu maszyn. Ukończony prototyp do swojego pierwszego lotu wzbił się 13 czerwca 1989 roku. Rok później, we wrześniu 1990 roku samolot otrzymał homologację, a w 1991 roku rozpoczęto montaż pierwszych dziewięciu samolotów seryjnych. F.22 Pinguino miał być produkowany przez Polskie Zakłady Lotnicze w Mielcu, jednak do uruchomienia produkcji nie doszło.

## Konstrukcja
F.22 jest metalowym dolnopłatem napędzanym tłokowym silnikiem. Kadłub o konstrukcji półskorupowej. Jednoczęściowe skrzydła zaopatrzone w pojedynczy dźwigar. Mechanizacja skrzydeł obejmuje wychylane elektrycznie klapy zainstalowane na krawędzi spływu skrzydła. Wersja podstawowa „A”, wyposażona w stałe, trójzespołowe podwozie z przednim podparciem. Przednia goleń sterowana. Wersja „C” wyposażona w podwozie o takim samym układzie, ale chowane. Maszyna jest zdolna do akrobacji w zakresie przeciążeń od -3 g do +6 g. Samolot jest dostępny z trzema różnym typami silników tłokowych, każdy o innej mocy.